# Thelma Hill
Thelma Hill (12 de diciembre de 1906 – 11 de mayo de 1938) fue una actriz cinematográfica estadounidense, activa en la época del cine mudo.

## Biografía
Su verdadero nombre era Thelma Floy Hillerman, y nació en Emporia, Kansas. Sus padres se divorciaron cuando ella todavía era un bebé y su madre se trasladó con ella a California. Su padre era un trabajador ferroviario y falleció en un accidente laboral en 1914. Fue una de las pocas Bellezas Bañistas de Mack Sennett en llegar a destacar como actriz en el cine. Hill fue conocida como la "chica del bañador mah jongg", por el motivo del bañador con el que era fotografiada.
Siendo muy joven, vivía no muy lejos de los estudios cinematográficos Sennett, donde su madre había abierto un café y ella servía; Fatty Arbuckle la descubrió cuando le estaba sirviendo y dejó caer bebida en su regazo. Se la presentó y llamó la atención de Mack Sennett y F. Richard Jones. Como aun iba a la escuela, hizo pequeños papeles y trabajó como extra los sábados y domingos, así como en sus días de vacaciones. Pasado un tiempo, Hill empezó a actuar como doble de Mabel Normand.
Hill fue escogida para trabajar con Ralph Graves en una serie de cortos cómicos realizados por Sennett en Glendale Boulevard, en Los Ángeles, California. También trabajó con Ben Turpin en A Prodigal Bridegroom (1926). Entre 1927 y 1929 actuó junto a Bud Duncan en la serie de cortos cómicos de Larry Darmour Toots and Casper, y fue la primera actriz en el film de Stan Laurel y Oliver Hardy Two Tars (1928). 
Hill completó en 1927 su contrato con Film Booking Offices of America, pasando entonces a Metro-Goldwyn-Mayer para hacer un papel en The Fair Co-Ed (1927). Finalizó su carrera en los estudios de Hal Roach con "The Lot of Fun", poco después de la llegada del cine sonoro.
Sin embargo, en 1932 estaba enferma por una depresión y el abuso de alcohol. En 1935 se casó con John West Sinclair, un doble cinematográfico y escritor de W. C. Fields. Después de sufrir una crisis nerviosa, Thelma Hill ingresó en el Sanatorio Edward Merrill en Culver City, California, donde falleció unos meses después en 1938, a causa de una hemorragia cerebral. Tenía 31 años de edad. Sus restos fueron incinerados y depositados en el Cementerio Forest Lawn Memorial Park de Glendale (California). 